# Вейсел Сари
Вейсел Сарі (тур. Veysel Sarı, нар. 25 липня 1988, Стамбул, Туреччина) — турецький футболіст, фланговий захисник клубу «Анталіяспор».

## Ігрова кар'єра

### Клубна
Вейсел Сарі починав свою футбольну кар'єру у клубі Суперліги «Ескішехірспор» у 2009 році. У команді Сарі провів чотири сезони.

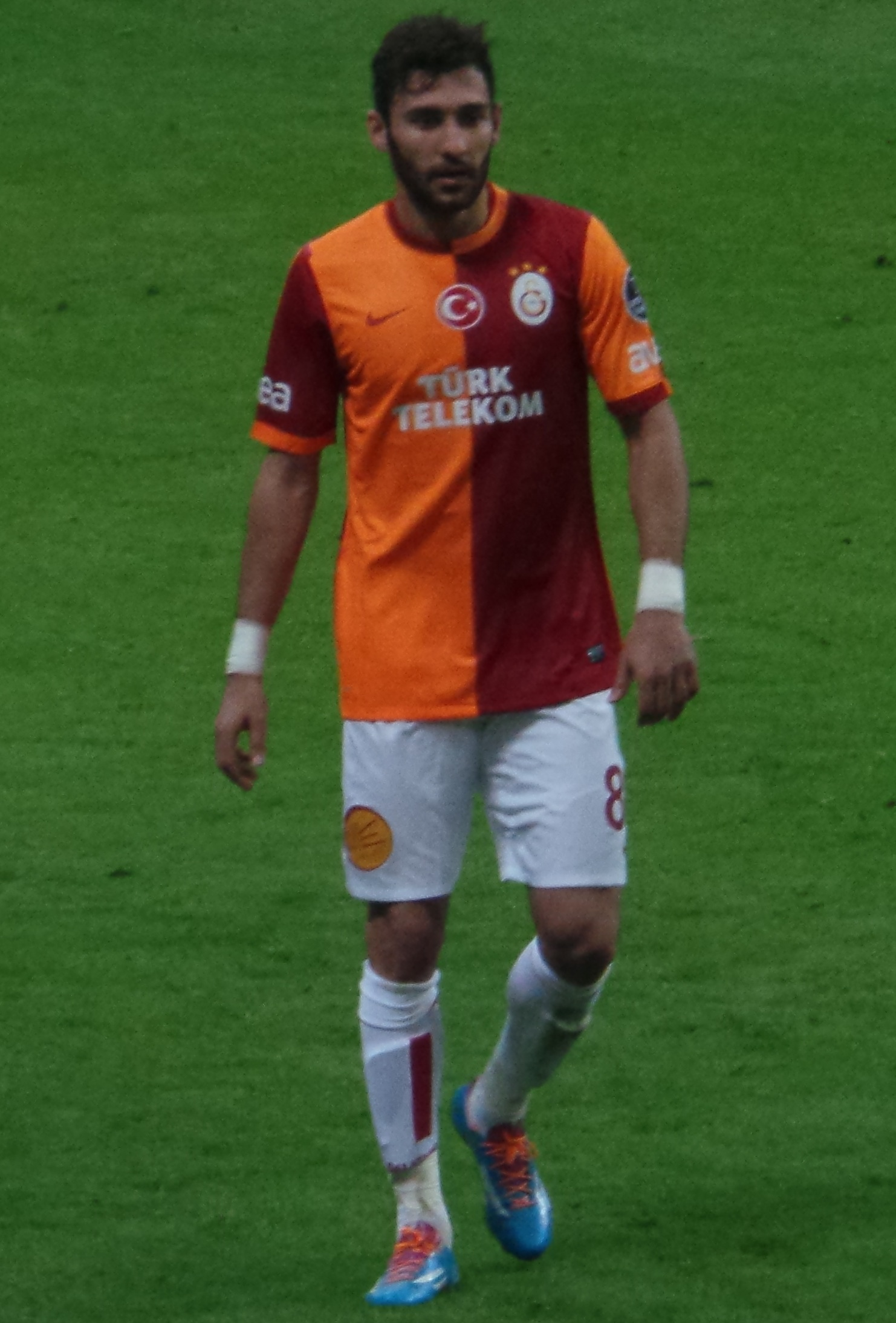
Вейсал Сарі у складі «Гадатасарая»

Взимку 2014 року він перейшов до стамбульського «Галатасарая», з яким підписав контракт на чотири роки. У 2014 році Сарі разом з командою вигравав чемпіонат країни та національний кубок. Але повноцінним гравцем основи він так і став, за два сезони зігравши в команді лише 14 матчів. І в 2015 році перейшов до клубу «Касимпаша».
У «Касимпаша» Сарі відіграв п'ять років, провіши в усіх турнірах понад півтори сотні матчів. Взимку 2020 року як вільний агент футболіст перейшов до клубу «Анталіяспор».

### Збірна
У травні 2013 року Вейсел Сарі зіграв два матчі у складі національної збірної Туреччини.

## Титули
Галатасарай
 Чемпіон Туреччини: 2013/14
 Переможець Кубка Туреччини: 2013/14